# Mesoangioblast

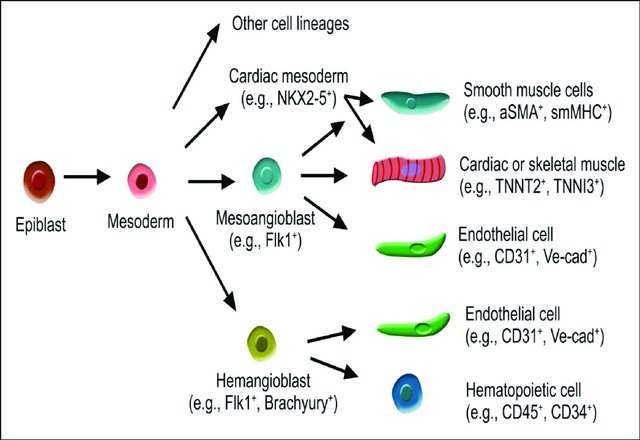
Schematische afbeelding van mesoangioblast en hemangioblast afkomstig van mesoderm.

Een mesoangioblast is een type voorlopercel dat verbonden is met vaatwanden. Mesoangioblasten vertonen veel overeenkomsten met pericyten, die in de haarvaten voorkomen. Mesoangioblasten zijn multipotente stamcellen met het potentieel om zich te ontwikkelen in de endothele of mesoderme cellijnen. Mesoangioblasten brengen de cruciale marker van angiopoëtische voorlopercellen tot expressie, KDR (FLK1). Vanwege deze eigenschappen zijn mesoangioblasten een voorlopercel van skelet-, gladde en hartspiercellen, samen met endotheelcellen. Onderzoek heeft hun toepassing voor stamceltherapieën bij musculaire dystrofie en hart- en vaatziekten voorgesteld.
Mesoangioblasten werden voor het eerst in 1997 geïsoleerd door onderzoekers van het San Raffaele Wetenschappelijk Instituut in Milaan, Italië. Hun ontdekking werd aangewakkerd door de bevindingen van Mavilio et al., die ontdekten dat een voorloper van skeletspieren te vinden was in het beenmerg van postnatale muizen. Dit leidde tot de zoektocht naar cellen die konden differentiëren tot cellen van het mesodermweefsel. Bovendien werd de theorie geopperd dat stamcellen ook te vinden zouden zijn in de embryonale dorsale aorta, wat de interesse in het onderwerp verder aanwakkerde.
Cossu et al. kloonden muizenembryonale organen en vonden na analyse cellen in de dorsale aorta-klonen die in staat waren te differentiëren tot skeletale myogene (spier) voorlopers die myogene merkers zoals MyoD, Myf-5 en desmine tot expressie brachten. Deze cellen brachten ook endotheelmarkers tot expressie zoals VE-cadherine, VEGF-R2 en β3-integrine. Toen deze cellen werden gecombineerd met satellietcellen van wt P10-muizen en gekweekt, waren de twee celtypen in staat om samen te smelten en skeletspieren in vivo te regenereren. Experimenten werden ook uitgevoerd met dorsale aortacellen van kwartels die getransplanteerd waren in de vleugels van kippenembryo's. Donorcellen van kwartels koloniseerden de vaatwanden van kuikenvleugels en waren vooral prominent aanwezig in skeletspieren. Van de aorta afkomstige cellen differentieerden ook tot chondrocyten, gladde spiercellen en osteocyten. Uit deze bevindingen concludeerden onderzoekers dat de donorcellen betrokken zijn bij de ontwikkeling van het mesoderm en de bloedvaten van het gastweefsel. Deze cellen, die fungeren als voorlopercellen van het mesodermweefsel, werden daarom "mesoangioblasten" genoemd.

## Eigenschappen
Een van de belangrijkste eigenschappen van mesoangioblasten is hun multipotentie. Mesoangioblasten kunnen differentiëren tot meerdere celtypen, zoals skeletspieren, gladde spieren en endotheelcellen. Vanwege hun beperkte mogelijkheden zouden ze niet als pluripotente stamcellen worden beschouwd, maar ze bieden desondanks een aanzienlijk aantal differentiatiemogelijkheden die voor een breed scala aan toepassingen kunnen worden gebruikt. Naast hun multipotentie hebben mesoangioblasten net als andere stamcellen het vermogen om zichzelf te vernieuwen. Dit betekent dat ze zich kunnen delen en nieuwe kopieën van zichzelf kunnen maken. Dit stelt hen in staat een populatie stamcellen in stand te houden die kan differentiëren tot de bovengenoemde celtypen.
Mesoangioblasten werden geïdentificeerd op basis van hun unieke celoppervlakmarkerprofiel, waaronder de expressie van endotheelcelmarkers zoals KDR en angiopoëtische celmarkers zoals FLK1.. Uit mesoangioblasten afkomstige skelet- en hartspiercellen brachten TNNT2 en TNNI3 tot expressie, terwijl endotheelcellen CD31 en Ve-cadherine en gladde spiercellen αSMA (Alpha Smooth Muscle Actin) en SMMHC (Smooth muscle myosin heavy chain) tot expressie brachten. Ze worden ook gekenmerkt door hun vermogen om te migreren en te integreren in beschadigde weefsels en hun vermogen tot zelfvernieuwing, waardoor ze hun stamceleigenschappen gedurende meerdere passages kunnen behouden.

## Embryogenese
Mesoangioblasten kunnen voor het eerst worden geïsoleerd in het ontwikkelingsstadium, wanneer er tien tot twaalf somieten aanwezig zijn. In dit stadium bestaat de dorsale aorta voornamelijk uit een endotheellaag met enkele mesenchymcellen weg van het lumen. Het is onbekend of mesoangioblasten zich op dit moment beperken tot bepaalde gebieden in de aorta. De bovenkant en de laterale wanden van de dorsale aorta blijken echter cellen te bevatten die kunnen differentiëren tot spiercellen of zelfs meer celtypen, ook wel bekend als bonafide mesoangioblasten.
Een andere voorgestelde bron van mesoangioblasten is afkomstig uit een gebied onder het endotheel van de aorta, het zogenaamde menselijke aorta-gonade-oernier (AGM)-gebied, waar hematopoëse plaatsvindt. Deze theorie beschrijft dat mesoangioblasten fungeren als voorlopers van bepaalde cellen in deze regio, aangezien er een mogelijkheid bestaat van een hematopoëse-ondersteunend element dat mesodermweefselvoorlopers bevat. Een andere voorspelling van de oorsprong van mesoangioblasten is dat ze mogelijk afkomstig zijn van postnataal beenmerg, dat skeletweefselvoorlopers bevat die mogelijk myogene (spier) differentiatie kunnen ondergaan. Een andere mogelijke oorsprong is van skeletspieren, maar hun markers zijn anders dan die van uit de aorta afkomstige mesoangioblasten. Daarnaast ondergaan ze veroudering (senescentie) na meerdere passages, in tegenstelling tot uit de aorta afkomstige mesoangioblasten, die zich blijven delen en zichzelf vernieuwen.

## Onderzoek en toepassingen

### Spierdystrofie
Vanwege hun vermogen om te differentiëren tot skeletspiercellen, werden mesoangioblasten getest als vormen van stamceltherapie voor de regeneratie van skeletspieren in diermodellen van spierdystrofie van Duchenne (DMD) en bekkengordeldystrofie (LGMD). Experimenten met alfa-sarcoglycaan (α-SG)-deficiënte dystrofische muizen hebben aangetoond dat mesoangioblasttransplantatie de spierfunctie in een LGMD-model kan herstellen. Cellen uit gekloonde embryonale dorsale aorta's werden intra-arterieel ingebracht, waar ze migreerden en zich hechtten aan de dystrofische spieren, dankzij hun expressie van de receptor voor geavanceerde glycatie-eindproducten. Inbedding van deze cellen kon de α-SG-expressie verhogen en fibrose en spierschade verminderen. In combinatie met mesenchymstamcellen kunnen mesoangioblasten zich inbedden in dystrofische spiervezels en herstellende eiwitten zoals dystrofine leveren die de aangetaste cellen vervangen. In een onderzoek uit 2006 werd mesoangioblasttransplantatie gebruikt om de effecten van spierdystrofie bij golden retrievers met een aangeboren spierdystrofie te verzachten. De honden die allogene cellen kregen, overleefden; de controlegroep stierf binnen een jaar.

### Mitochondriale myopathie
Onderzoek heeft ook aangetoond dat mesoangioblasten kunnen worden gefuseerd met myotubes die mitochondriaal DNA (mtDNA)-mutaties dragen om het aantal mutaties bij gevallen van mitochondriale myopathie te verminderen. Spiervezels ontstaan over het algemeen door de fusie van voorlopermyoblasten tot meerkernige vezels, myotubes genaamd. Mesoangioblasten bleken een laag aantal mtDNA-mutaties te vertonen bij mitochondriale myopathie en hun vermogen om door de bloedvatwand te dringen, in tegenstelling tot satellietcellen en myoblasten, maakt ze geschikte kandidaten voor systemische myogene stamceltherapie. Om myotubes te fuseren met mesoangioblasten, werden vrouwelijke, gemuteerde myotubes gecombineerd met mannelijke wildtype mesoangioblasten, zodat fluorescentie-in-situhybridisatie (FISH) kon worden gebruikt om Y-chromosoompositief te kwantificeren. Een laser capture microdissection (LCM)-protocol werd ontwikkeld om het aantal mtDNA-mutaties te bepalen, wat resulteerde in een proportionele afname van het aantal mutaties naarmate het aantal wildtype kernen fuseerde met mutante myotubes. Dit experiment impliceert een potentiële stamceltherapie in spieren met behulp van mesoangioblasten, maar het aantal mesoangioblastkernen moet nog worden geoptimaliseerd voor verder onderzoek.

### Hart- en vaatziekten
Hartmesoangioblasten, afkomstig uit verschillende regio's in juveniele muizenharten, kunnen worden gebruikt om te differentiëren tot hartspiercellen (cardiomyocyten). Omdat hartspiercellen na de geboorte hun vermogen tot deling verliezen, is de schade, indien cellen door ziekte beschadigd raken, onherstelbaar, wat leidt tot hartfalen en overlijden. Door volwassen cardiale mesoangioblasten te behandelen met TGF-β, kon tot 30% van de cellen differentiëren tot gladde spiercellen, maar de meeste differentiëren tot cardiomyocyten. Door hartmesoangioblasten samen met neonatale cardiomyocyten van muizen in een cultuur te houden, differentieerden veel mesoangioblasten tot cardiomyocyten. Deze cardiomyocyten brachten connexine 43, myosine, actine en α-actinine tot expressie, wat markers zijn van hartspiercellen. Door het gebruik van reverse-transcriptie polymerasekettingreactie (RT-PCR) werd gevonden dat skeletale actine niet aanwezig was, terwijl cardiale actine wel aanwezig was. Deze oplossing maakt regeneratie van hartspiercellen mogelijk, die vervolgens naar het hart getransplanteerd kunnen worden om beschadigde cellen te vervangen en de functie te herstellen.